# Franz Köster
Franz Wilhelm Köster (* 3. Mai 1806 in Königsberg (Biebertal); † 17. Februar 1870 in Darmstadt) war ein hessischer Richter und Politiker und Abgeordneter der 2. Kammer der Landstände des Großherzogtums Hessen.
Franz Köster war der Sohn des Pfarrers und Inspektors Johann Ernst Christian Köster (1764–1832) und dessen Ehefrau Eleonore Johannette Karoline, geborene Langsdorff (1768–1850). Köster, der evangelischen Glaubens war, heiratete am 4. Mai 1856 in Gießen Johannette Friederike Karoline Emilie geborene Becker, die Tochter des Darmstädter Hofgerichtsadvokaten Wilhelm Ludwig Jakob Becker.
Köster studierte ab 1824 Rechtswissenschaften an der Universität Gießen und schloss das Studium mit der Promotion zum Dr. jur. ab. 1832 wurde er Hofgerichtssekretariatsakzessist in Gießen, 1836 Assessor mit Stimme, 1841 Mitglied und Rat am Hofgericht Gießen. 1863 wurde er Rat am Oberappellations- und Kassationsgericht Darmstadt.
Von 1844 bis 1849 gehörte er der Zweiten Kammer der Landstände an. Er wurde für den Wahlbezirk Oberhessen 6/Homberg gewählt. 1848 war er Mitglied des Vorparlaments.